# Rio Ghelălău
O Rio Ghelălău é um rio da Romênia, afluente do Costeşti, localizado no distrito de Vâlcea.